# Caesalpinia nelsonii
Caesalpinia nelsonii är en ärtväxtart som först beskrevs av Nathaniel Lord Britton och Joseph Nelson Rose, och fick sitt nu gällande namn av J.L.Contr. Caesalpinia nelsonii ingår i släktet Caesalpinia och familjen ärtväxter. Inga underarter finns listade i Catalogue of Life.